# Kortstjärtad vireo
Kortstjärtad vireo (Pachysylvia decurtata) är en fågel i familjen vireor inom ordningen tättingar.

## Utseende och läte
Kortstjärtad vireo är en liten och enfärgad vireo. Den känns igen på en kombination av grått huvud (i Centralamerika) med en diffus vitaktig ögonring, vitaktig undersida med gulaktig anstrykning på flankerna och en enfärgat olivgrön ovansida. I östra Panama och Sydamerika är huvudet dock mer olivgrönt. Sången är rätt tonlös och monotont upprepad.

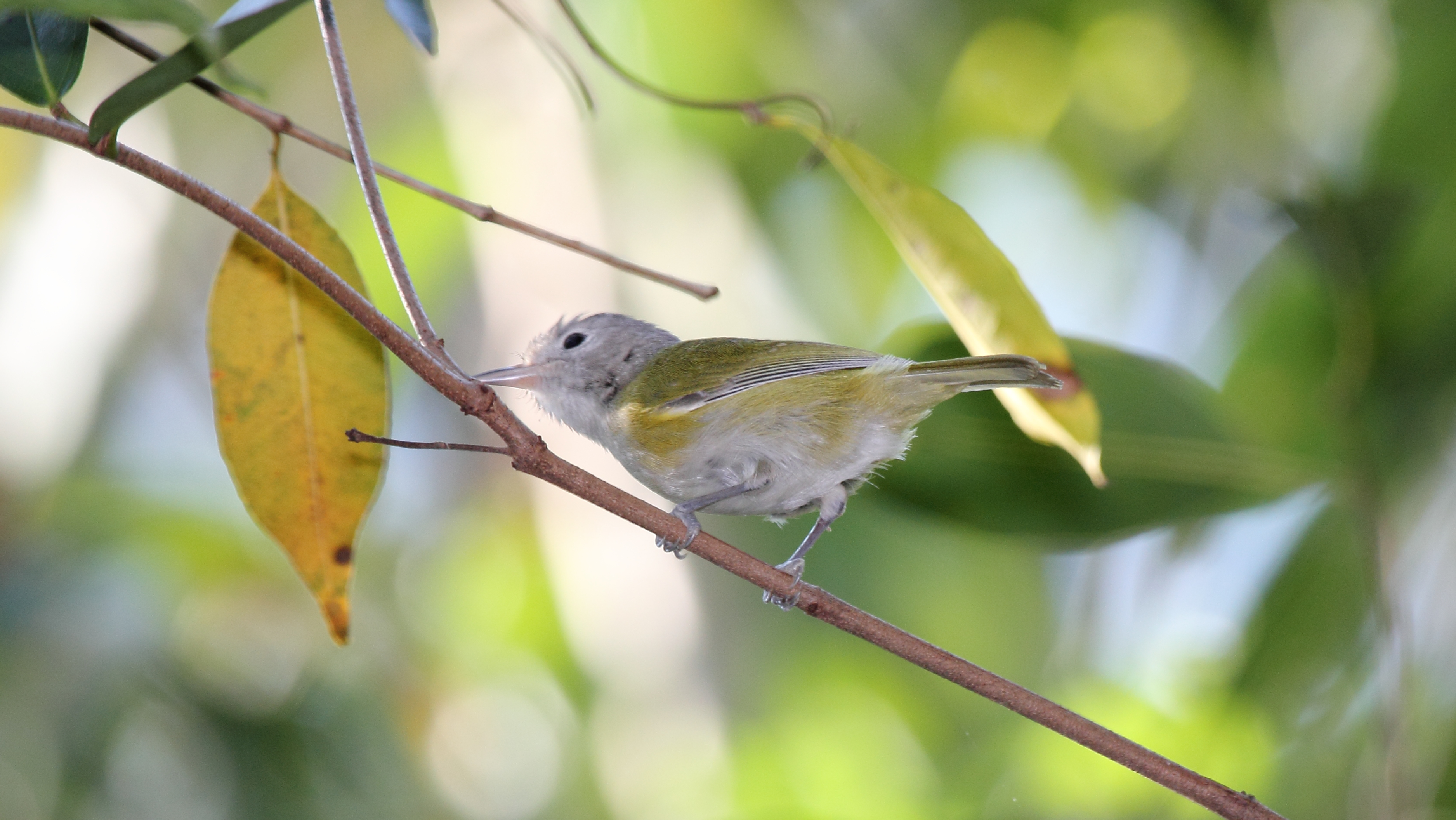

## Utbredning och systematik
Kortstjärtad vireo förekommer från östra Mexiko till nordligaste Peru. Dess inre systematik är omstridd. Auktoriteten eBird/Clements urskiljer tre underarter:
- decurtata/darienensis-gruppen
  - Pachysylvia decurtata decurtata – förekommer från östra Mexiko (San Luis Potosí) till Panama (Kanalzonen)
  - Pachysylvia decurtata darienensis – förekommer i tropiska östra Panama och norra Colombia
- Pachysylvia decurtata minor – förekommer från tropiska sydvästra Colombia (Nariño) till västra Ecuador och nordligaste Peru

International Ornithological Congress delar istället upp nominatformen i ytterligare tre underarter:
- Pachysylvia decurtata brevipennis – östra Mexiko
- Pachysylvia decurtata dickermani – sydöstra Mexiko
- Pachysylvia decurtata phillipsi – Yucatánhalvön i sydöstra Mexiko och norra Belize

### Släktestillhörighet
Släktet Pachysylvia inkluderades länge i Hylophilus. Studier visar dock att de inte är varandras närmaste släktingar.

## Levnadssött
Kortstjärtad vireo hittas i tropisk skog och mer öppet skogslandskap i låglänta områden. Vanligen håller den sig rätt högt i träden och förbi ses lätt om den inte hörs.

## Status och hot
Arten har ett stort utbredningsområde, men tros minska i antal, dock inte tillräckligt kraftigt för att den ska betraktas som hotad. Internationella naturvårdsunionen IUCN listar arten som livskraftig (LC). Beståndet uppskattas till i storleksordningen en halv miljon till fem miljoner vuxna individer.